# Bjuråkersdräkt

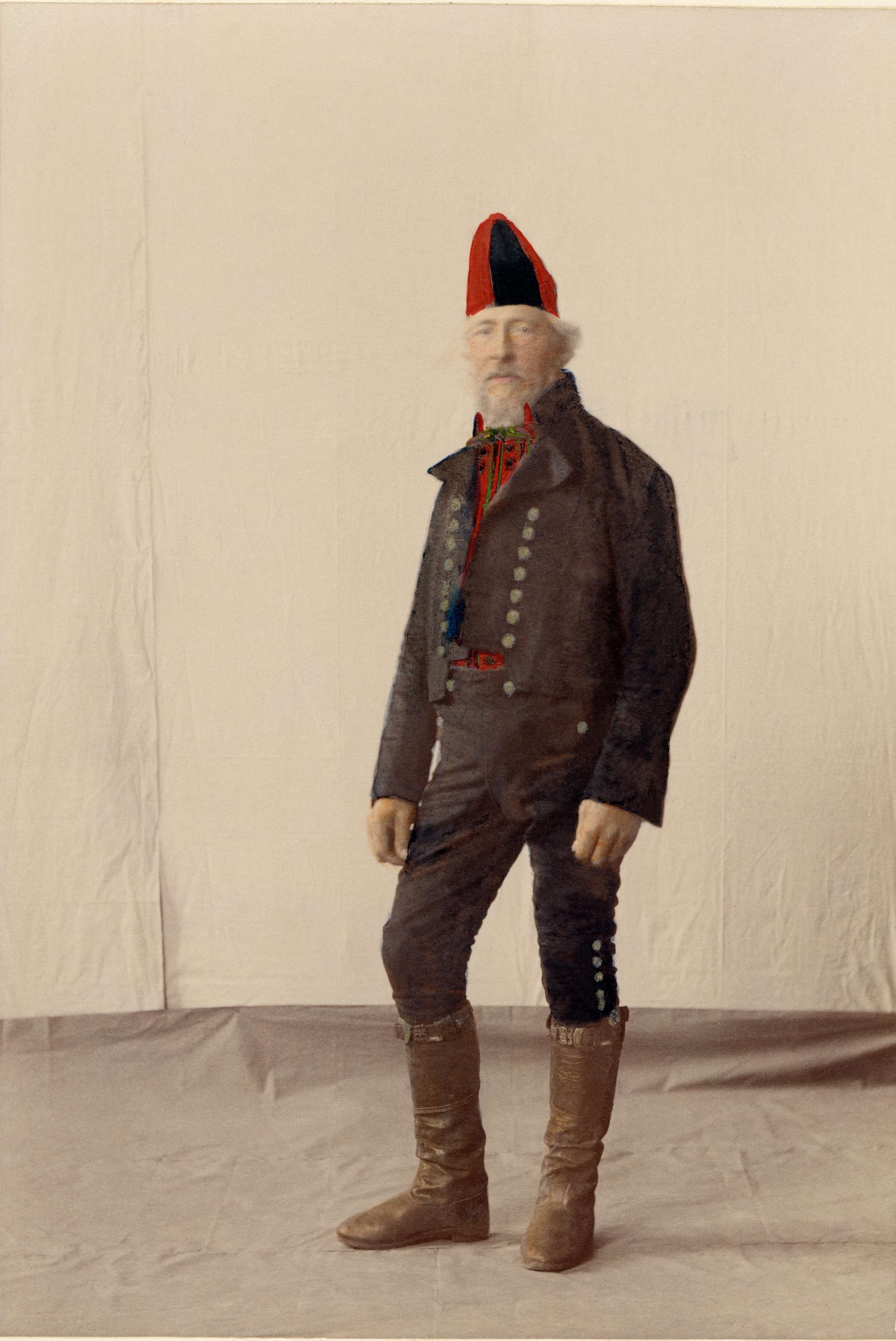
Man iklädd folkdräkt från Bjuråkers socken, Hälsingland. Cirka år 1890-1910.

Bjuråkersdräkten är en folkdräkt (eller bygdedräkt) från Bjuråkers socken i Hälsingland.

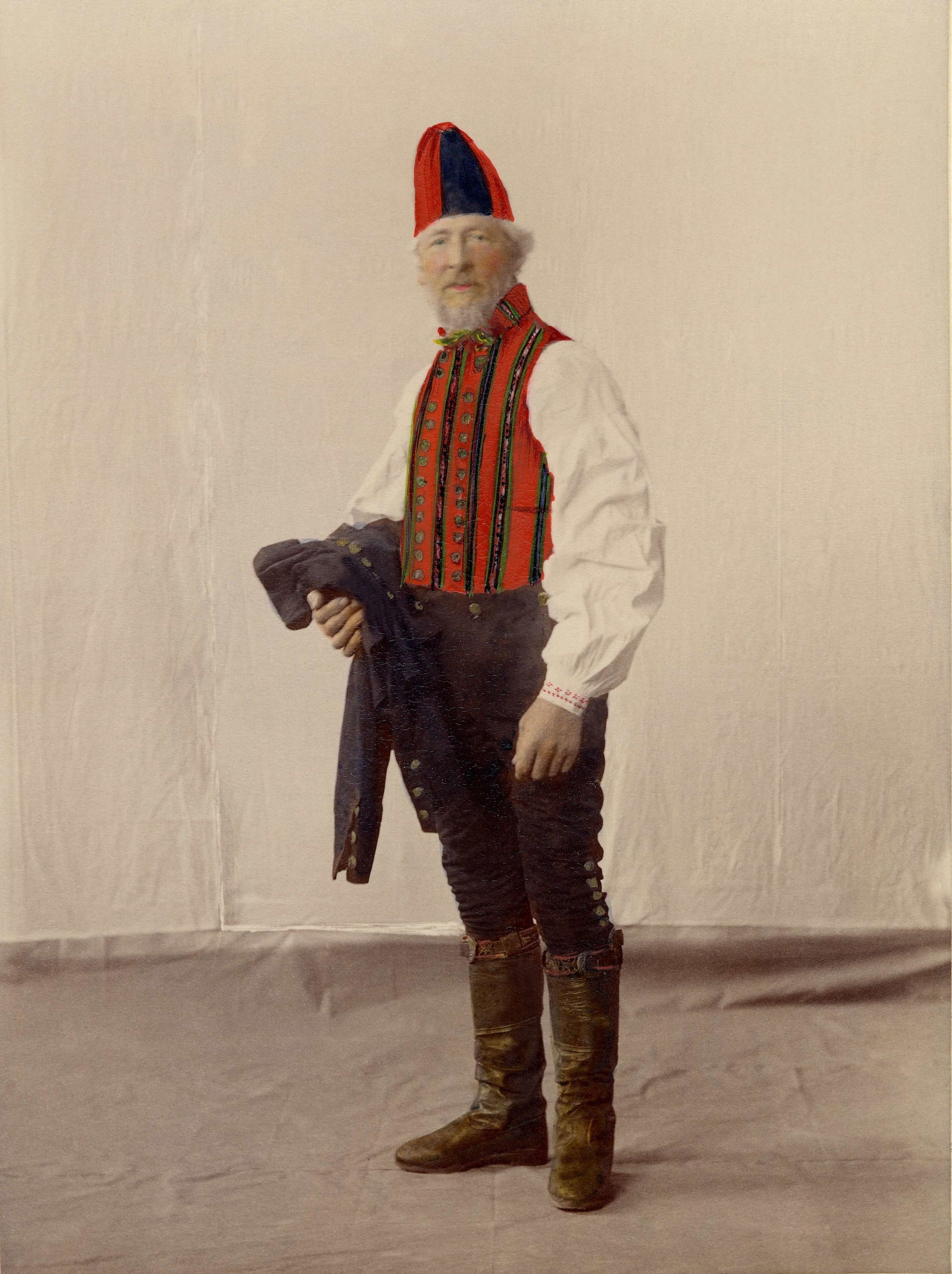
Man i folkdräkt från Bjuråkers socken, Hälsingland.

## Kvinnodräkt
Delar som ingår
- förklädesband -  grön bottenfärg med mönsterfigurer i rött. Den ena änden av bandet avslutas med två tofsar, den andra änden avslutas med en invikning och därpå fastsytt en hake av metall.[1]
- livstycke
- väska
- tröja

Ett bruk, som endast förekom bland helsingekvinnorna inom Delsbo och Bjuråkers socknar, var bärandet av utslaget hår för såväl gift som ogift.